# JonOne
Pour les articles homonymes, voir Perello et JonOne.
John Andrew Perello, dit JonOne, Jonone ou Jon156, est un graffeur et artiste peintre américain, né en 1963 à New York,. Fondateur du 156 All Starz, il s'est installé à Paris vers la fin des années 1980.

## Biographie
D'origine dominicaine, John Perello est né dans le quartier de Harlem, à New York en 1963. À ses 17 ans il commence par écrire " Jon loves Rosanna " dans les rues, et Rosanna est sortie avec lui. À leur rupture, il commence à taguer " Jon " initié par son ami d'enfance White Man, tagant son nom Jon suivi de 156 (sa rue) sur les murs et les trains de son quartier, puis ceux de tout New York. Selon lui, « Le métro, c’est un musée qui traverse la ville. »
Il crée le collectif de graffeurs 156 All Starz en 1984, afin de réunir leur passion, peindre des trains la nuit et oublier leurs problèmes, notamment de drogues. Il fait alors la connaissance de Bando, résidant à New York à cette période et croise Rockin' Squat à la Danceteria, une fameuse boite de nuit de l'époque de cette ville. À la suite d'une invitation de ce dernier, il économise de l’argent et vient à Paris en 1987. Il commencera à graffer avec lui, Boxer et le BBC Crew. Il commence son activité de peintre sur toile dans un atelier à l'Hôpital éphémère,, avec A-One, Sharp, Ash (Victor Ash), JayOne et Skki, sans pour autant abandonner le graffiti. Très vite, il se fait un nom dans les milieux artistiques parisiens grâce à ses œuvres sur toile dans les expositions. Il est exposé en 1990 à la Gallery Gleditsch 45 de Berlin et participe en 1991 à l’exposition Paris Graffiti, rue Chapon à Paris. En novembre 1992, il réalise l'une de ses premières exposition solo à la galerie B5/Speerstra Gallery, à Monaco. Dès lors, il ne cesse d'exposer à travers le monde : Tōkyō, Monaco, Paris, Genève, New York, Hong Kong ou encore Bruxelles.
Lors d'une vente aux enchères chez Artcurial le 6 juin 2007, Balle de match, une toile de grand format (214,50 × 190 cm) réalisée à l'Hôpital éphémère en 1993, a été enlevée par un collectionneur new-yorkais pour la somme de 24 800 €, un record mondial pour l'artiste. Cette enchère est aussi la plus haute enchère jamais obtenue en France pour une œuvre d’art graffiti. Ses œuvres se vendent aujourd'hui plusieurs dizaines de milliers d'euros (128 500 € pour une œuvre chez Artcurial en 2013).
En 2015, il est contacté par Lacoste pour une collaboration de collection de prêt-à-porter masculin . En 2016, il collabore avec la Maison Guerlain et repeint les flacons de parfum dans un style abstrait et coloré. En 2017, il installe son atelier à Roubaix.
le 2 avril 2021, dans une galerie d'art à Séoul en Corée-du-Sud, une toile de l'artiste estimée à plus de 400 000 euros a été dégradée par un couple pensant qu'il s'agissait d'une œuvre participative.
En 2024, à l'occasion des jeux olympiques Paris 2024, l'artiste réalise une oeuvre dans la station de métro parisienne Palais Royal.

## Citations

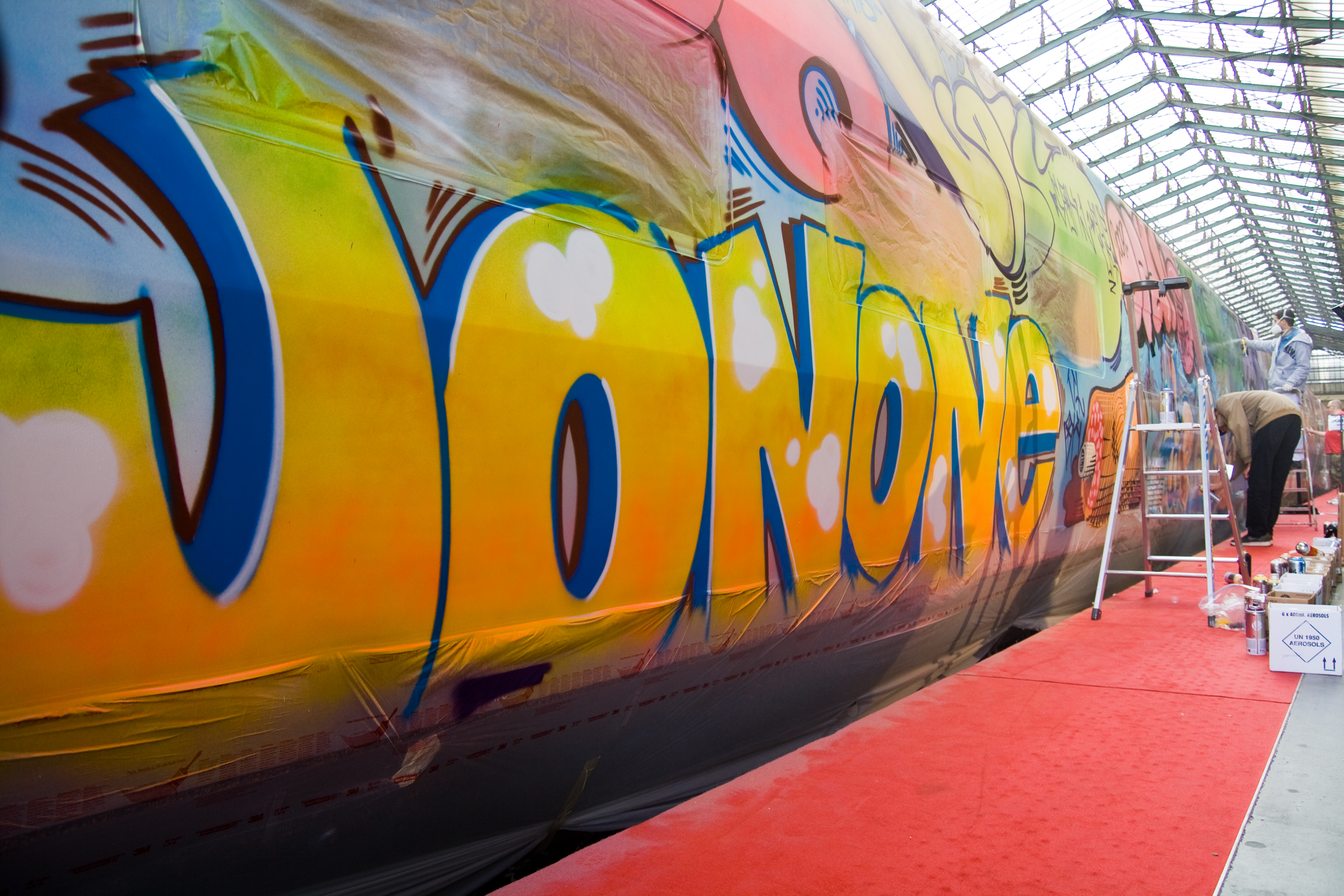
Peinture de JonOne sur un Thalys en 2009, pour les améliorations des temps de parcours sur les liaisons Paris – Amsterdam et Paris – Cologne.

« Quand je suis arrivé à Paris en 1987, les gens étaient un peu déçus (rires) ; je venais de New York, ils me voyaient donc comme le représentant du graffiti new-yorkais. Même si c’est vrai, je suis avant tout Jonone et basta ! Ce que je faisais n’était pas représentatif de ce qu’ils pouvaient imaginer, j’étais plus free que technique, j’étais dans l’imaginaire. Comme je possédais la technique, je pouvais la laisser derrière moi et créer, mélanger des centaines d’informations, prendre des raccourcis graphiques tout en me laissant porter par la vague. Aujourd’hui, j’appartiens à la old school. Je travaille dans un certain confort, à l’aise avec des lettrages ou n’importe quoi d’autre. Je ne suis plus obligé de prouver quoi que ce soit : mon passé parle pour moi. D’un autre côté, je n’ai pas envie de passer mon temps à le revendiquer. »

— JonOne, Interview réalisée pour Nova Mag oct. 2004 a l’occasion de l’exposition Night and Day à la Speerstra gallery.

« Je n'ai reçu aucune éducation artistique. Quand je taguais les trains à New York, je ne pouvais pas imaginer qu'un jour je m'exprimerais sur la toile. Ce qui m'a vraiment amené au tag a été de voir les autres peindre des graffitis dans toute la ville. L'école à laquelle j'allais était très stricte. Et tellement ennuyeuse! Je me souviens qu'à l'époque, ceux de la rue avaient la liberté. Je ne voulais pas de ce que l'Amérique me proposait : un travail, un joli costume et une jolie maison. J'ai rencontré A-One (Anthony Clark 1964-2001),. Il avait l'habitude de traîner avec Jean-Michel Basquiat (Brooklyn, New York, 22 décembre 1960 – 12 août 1988). A-one était le lien entre la rue et le monde de l'art. Il voyageait en Europe et revenait avec beaucoup d'argent, simplement grâce à son art. J'écoutais ses récits de voyage et mes yeux brillaient d'envie. À cette époque à New York , j'étais comme beaucoup aujourd'hui : je traînais devant mon immeuble. En ces temps, moi non plus je ne sortais pas de mon quartier. Grâce à A-One, j'ai commencé à visiter des expositions, à nourrir ma vision de ce qui se passait dans ce monde. J'ai commencé à prendre  mon travail au sérieux, à ne pas le considérer comme du vandalisme mais simplement comme de l'art. »

— JonOne

## L'hommage à l'abbé Pierre

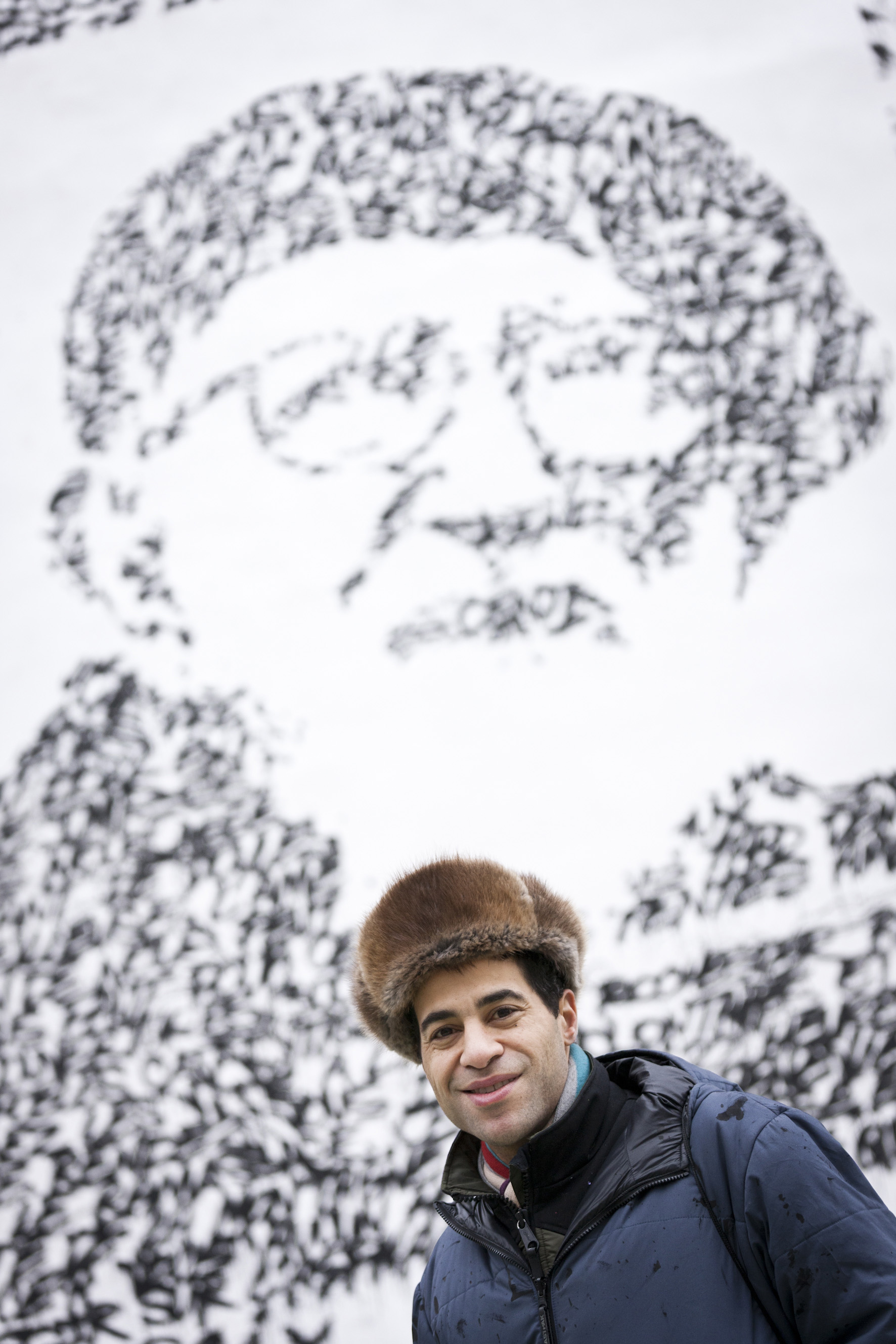
Fresque de l'abbé Pierre réalisée par JonOne.

Le 22 janvier 2011, JonOne a rendu hommage à l'abbé Pierre, défenseur des défavorisés, à l'occasion du 4e anniversaire de sa disparition.
L’artiste a réalisé un portrait de l’abbé Pierre, constitué de la reproduction calligraphique du texte de l'appel que ce dernier a lu sur les antennes radiophoniques de Radio-Luxembourg le 1er février 1954, lors d’un hiver particulièrement meurtrier, déclenchant un vaste mouvement populaire de générosité. Une vidéo retrace l'hommage du graffeur.
Ce qui devait être une œuvre éphémère, est désormais toujours visible sur les murs du square des Deux-Nèthes, dans le 18e arrondissement de Paris, illustrant un discours encore d’actualité. En effet, lors de l’inauguration de cette fresque, le maire de Paris a déclaré : « Je souhaite que ce ne soit pas à titre éphémère que l’abbé Pierre s’installe ici, mais à titre définitif ».
JonOne a continué son engagement auprès de la Fondation Abbé Pierre, en réalisant en septembre 2012 une fresque dans un restaurant social de Metz.

## Expositions
(12 juin 2011).

### Années 1990
1990 - 1995 : Dark and Wild, Paris
| - 1990 - Galerie Gledtisch 45, Berlin (Allemagne) - 1991 : - Espace Protis, Paris - Paris Graffiti, Paris - 1992 : - Galerie Michel Gillet / Speerstra Gallery, Paris - Galerie Magda Danysz, Paris - Hôpital éphémère, Paris - Galerie Structures, Montpellier - Galerie B5 (Speerstra Gallery), Monaco - 1994 : - Good Times, Espace Dunoyer, Paris | - 1995 : - JonOne, Carrousel du Louvre, Paris - JonOne & Dzine, Idaho Gallery, Chicago - 1996 : - Crossing Path, Galerie Michel Gillet, Paris - 1997 : - JonOne, Junko Shimada, Paris - JonOne & Sharp, Preo, Tōkyō (Japon) - 1998 : - Freestyle, Nowhere Land Gallery, Bruxelles (Belgique) - 1999 : - Fundation Peter Pichler, Autriche |

### Années 2000
| - 2000 : - JonOne, Galerie Cargo, Paris - "Graffiti Stories" Collection Speerstra, Abbaye d'Auberive et Musée Paul Valéry, Sète - "L'art modeste sous les bombes" Collection Speerstra, Musée International des Arts Modestes, Sète - 2001 : - Seven Deadly Sins, Triiad, Paris - Color Wars, Galerie Michel Gillet, Paris - Color Wars, Espace Zali, Paris - JonOne, Pop-Up Store, Paris - 2002 : - Black Diamonds, Speerstra Gallery, Paris - Foire internationale d'art contemporain, Galerie agnès b., Paris - Armory Show, Galerie agnès b., New York - Installation Works, Galerie agnès b., Hong Kong (Chine) - 2003 : - Talking to walls, Speerstra Gallery, Paris - Foire internationale d'art contemporain, Galerie agnès b., Paris - Collaborative Works JonOne-Agnès B., agnès b., Los Angeles, San Francisco & Chicago - Installation Black Block, Palais de Tokyo, Paris - 2004 : - Night and day, Speerstra Gallery, Paris - C3, Galerie Anthem, New York - Ice Blue, Art Statement Gallery, Hong Kong - 2005 : - Urban Calligraphy, Speerstra Gallery, Paris - Festival Walk, Art Statement Gallery, Hong Kong - JonOne, Espace HelenBeck, Nice - The Live Issue.#2, Back Jumps, Berlin - Bande à part : Group show, Galerie agnès b., Paris | - 2006 : - Serigraff, Speerstra Gallery, Paris - JonOne, Espace Art 22, Bruxelles - Friends of Basquiat, Galerie agnès b., Paris - Ugly Winners, Galerie agnès b., Paris - Art Statement Gallery, Hong Kong - Galerie 5213, Berlin - 2007 : - The law against the street, Galerie Helenbeck, Nice - Game Over, Galerie Magda Danysz, Paris - Abbaye d'Auberive, Auberive - Musée Paul Valery, Sète - L'art modeste sous les bombes, Musée international des Arts Modestes, Sète - Sir JonOne, Galerie Helenbeck, Paris - The Art of Living, Speerstra Gallery, Bursins (Suisse) - 2008 : - Whole in the wall (avec Blade, Crash, Quik, Sharp), Galerie Helenbeck, Paris et Nice - Street Art (JonOne, Speedy Graphito, Jef Aérosol, Taling),Galerie Brugier-Rigail, Strasbourg - Solo show, Show off, Galerie Magda Danysz, Paris - My Father's Keeper, Galerie Le Feuvre, Paris - Follow the Sun, Speerstra Gallery, Bursins - Brut Graffiti, Speerstra Gallery, Bursins - Sex Time, galerie Helenbeck, Paris - 2009 : - Arte Fiera (22 au 26 janvier), Galerie Magda Danysz, Bologne (Italie) - Propeace (31 janvier au 1er mars), Maison Folie, Lille |

### Années 2010

#### Expositions personnelles
- 07 Septembre au 23 Novembre 2019 - Galerie Drost Katernberger - Blue Night - Wuppertal, Germany
- 13 juin - 30 juin 2019 - Galeries Bartoux - The Night Show - Paris, France
- 9 avril 2019 - 18 mai 2019 – Galerie Brugier Rigail - Poetry In Motion - Paris, France
- 21 mars 2019 -  24 mars 2019 - Galerie Martine Ehmer X Galerie David Pluskwa – Abstracted Expressionism- Bruxelles, Belgique
- 13 novembre 2018 - 15 février 2019 - Musée Mohammed VI d’Art Moderne et Contemporain - Illuminer le Futur - Rabat, Maroc
- 14 Avril - 27 Mai 2018 - Galerie Rabouan Moussion - In the box - Paris, France
- 03 Avril - 20 Mai 2018 - Agnès b. Galerie Boutique - JonOne In Gotham -  New York, USA
- 16 Mars - 21 Avril 2018 - Galerie Brugier-Rigail Paris - Birth of the winds - Paris, France
- 29 mars 2018 - 21 avril 2018 - Art Statements Gallery - Painting Sounds  - Hong Kong, Chine
- 17 février 2018 –7 mars 2018 - Fabien Castanier Gallery - Wanderlust  - Miami, Etats-Unis

- 24 juin - 1er novembre 2015 : Above And Below - Carré Sainte-Anne - Montpellier, France

| - 2014 : - 7 juin – 12 juillet : Fabien Castanier Gallery – Los Angeles, États-Unis - 8 mai – 21 juin : Art Statements Gallery – JonOne : Back In Town – Hong Kong, Chine - 22 mars – 24 mai : Galerie Rabouan-Moussion – Evolution To Oils – Paris, France - 27 février – 22 mars : Kolly Gallery – Cryptation – Seefeldstrasse 56, Zürich, Suisse - 2013 : - 7 décembre – 25 avril 2014 : Galerie Bartoux / Office de tourisme de Courchevel – Street Art par JonOne – Courchevel, France - 29 novembre 2013 – 25 janvier 2014 : New Square Gallery – When The Substance Becomes Bigger Than The Being (Blood Of Paris) – Lille - 13 novembre – 4 décembre : Boccara Gallery – Street-Art Party JonOne – Moscou, Russie - 17 octobre – 27 octobre : Boutique agnès b. – L’art contemporain s’invite à Saint-Germain – Paris, France - 4 juillet – 27 juillet : Art Partner Galerie, Laurent Rigail & Eric Brugier – Iron One – Paris, France - 14 février – 18 mai : Fondation Protvor / En partenariat avec la Galerie Le Feuvre – Chaotic Beauty – Saint-Pétersbourg - 29 janvier – 22 février : Art Partner Galerie, Laurent Rigail & Eric Brugier – J-Punk – Paris, France - 17 janvier – 23 février : Galerie Martine Ehmer – Twi-Lights Of Colors – Bruxelles, Belgique | - 2012 : - 3 novembre – 16 décembre : Fabien Castanier Gallery – A Beautiful Madness – Los Angeles, États-Unis - 28 septembre – 17 octobre : Galerie David Pluskwa – Untitled – Marseille, France - 13 juillet – 25 juillet : Galerie Barbara De Palma / Galerie David Pluskwa – Untitled – Saint-Tropez, France - 11 mai – 16 juin : Galerie Rive Gauche-Marcel Strouk – JonOne Transformations – Paris, France - 2011 : - New Square Gallery – Out Of Nowhere – Lille, France - BKRW – Throw Up – Paris, France - Galerie Rabouan-Moussion – The City Breathes… – Paris, France - Venise Cadre Gallery – Untitled – Casablanca, Maroc - Gallery Magda Danysz – Untitled – Shanghai, Chine - Bund 18 Gallery – Untitled – Shanghai, Chine - Galerie Le Feuvre – Da Sun Will Always Shine – Paris, France - 2010 : - avril : Art Paris Galerie Alexis Lartigue Solo Show - Galerie Helenbeck – Da New Work – Nice, France - Gallery Magda Danysz – Abstractions – Paris, France - Speerstra Gallery – Retrospective 20 ans / 20 years – Bursins, Suisse - Galerie Australe – Escape From New York – Saint-Denis de la Réunion - Galerie Brugier-Rigail – Carved In Stone – Paris, France |

#### Expositions collectives
| * 2019 : - 6 avril 2019 – 20 mai 2019 – Musée Boucher-de-Perthes – Basquiat, la rue nous inspire – Exposition collective – Abbeville, France - 4 avril 2019 – 7 avril 2019 – Galerie Rabouan-Moussion – Art Paris – Exposition collective – Paris, France - 28 février 2019 – 3 mars 2019 – Galerie Provost-Hacker – Art Fair – Art-Up – Exposition collective – Lille, France - 25 janvier 2019 – 26 avril 2019 – MoCA – Post Contemporary – Urban Graphic 7019 – Exposition collective – Shanghaï, Chine - 2018 : - 14 juillet 2018 – 16 août 2018 – Galerie David Pluskwa – Art Show – Exposition collective – Saint-Tropez, France - 12 avril 2018 – 15 avril 2018 – Galerie du jour agnès b. – Urban Art Fair – Exposition collective – Paris, France - 5 avril 2018 – 8 avril 2018 – Galerie Rabouan-Moussion – Art Paris – Exposition collective – Paris, France - 3 avril 2018 – 20 mai 2018 – Galerie agnès b. – Jonone in Gotham – Exposition collective – New York, USA - 15 février 2018 – 19 février 2018 – Fabien Castanier Gallery – Exposition collective – Miami Art Wynwood – Miami, Etats-Unis - 15 février 2018 – 18 février 2018 – New Square Gallery – Art Fair – Art-Up – Exposition collective – Lille, France - 2017 : - 7 décembre 2017 – 10 décembre 2017 – Fabien Castanier Gallery – Exposition collective – Miami Art Basel – Miami, Etats-Unis - 17 novembre 2017 – 23 décembre 2017 – Galerie David Pluskwa –Today’s Abstract – Exposition collective – Marseille, France - 19 octobre 2017 – 23 octobre 2017 – Galerie David Pluskwa – Art Elysées – Exposition collective – Paris, France - Août 2017 - Octobre 2018 - L'Aérosol - Musée du Graffiti - Maquis-art Hall of Fame, Paris, France - 2016 : - fresque près de la gare Rosa-Parks, Paris - 30 janvier - 19 mars 2016 : Centre Cristel Editeur d'Art, Saint-Malo - Résonance. De L'original au multiple - 2015 : - 10 novembre 2015 : Air France inaugure un Boeing 777 aux couleurs de Jonone - 31 janvier - 28 février 2015 : Galerie Brugier-Rigail- American Graffiti - 2014 : - 12 avril – 15 octobre : La Villa – New York-Calvi – Calvi, France - 26 mars – 30 mars : Galerie Rabouan-Moussion – Art Paris – Paris, France - 22 mars – 24 mars : Solutions en Lumière, Reporters d'Espoirs – Palais d'Iéna – Paris, France - 14 mars – 19 avril : Galerie David Pluskwa – Love Etc… – Marseille, France - 13 février – 16 février : New Square Gallery – Art Fair – Art-Up – Lille, France - 17 janvier – 2 mars : Galerie Helenbeck – Dites-le avec de la poésie – Nice, France - 11 janvier – 8 février : Gallery Magda Danysz – Black & White – Paris, France - 2013 : - 3 décembre – 8 décembre : Fabien Castanier Gallery – Art Fair – Art Basel / Miami Beach – Miami, États-Unis - 29 novembre – 4 décembre : Boccara Gallery – Art Fair – Moscow World Fine Art Fair – Moscou, Russie - 13 septembre – 26 octobre : Galerie du jour agnès b. – État des Lieux – Paris, France - 10 juillet – 2 août et 27 août – 12 octobre : Galerie David Pluskwa – Marseille, France - 27 juin – 27 juillet : Galerie Hélène Bailly – Lyrics ! – Paris, France - 15 juin – 14 juillet : Galerie Martine Ehmer – U.R. Urban Renewal – Urban Art Group Show – Bruxelles, Belgique - 16 mai – 16 juin : Galerie Le Feuvre – Past-Present – Paris, France - 11 avril – 14 avril : Galerie Rabouan-Moussion – Carrousel du Louvre – Drawing Now – Paris, France - 6 avril – 18 avril : Galerie Rabouan-Moussion – Paris, France - mars - avril : Galerie Helenbeck – Mix of Artists – Nice, France - 28 mars – 1er avril : Galerie Rabouan-Moussion – Art Paris – Paris, France - 7 mars – 10 mars : Galerie Martine Ehmer – Art Fair Grand Palais – Lille, France - 6 mars – 10 mars : Fabien Castanier Gallery – Art Fair – Scope NY –New York, États-Unis - 14 février – 18 février : Fabien Castanier Gallery – Art Fair – Art Wynwood – Miami, États-Unis - 23 janvier – 27 janvier : Fabien Castanier Gallery – Art Fair – LA Art Show – Los Angeles, États-Unis - 21 janvier – 6 février : Galerie David Plukwa / Espace 53 – Vanité(s) / Memento Mori ou Les Précieuses Morts de… – Marseille, France | - 2012 : - Speerstra Fondation, Collection Speerstra - Apples, Suisse - 30 septembre – 4 mars 2013 : Halle Saint-Pierre – Hey ! / Modern Art and Pop Culture – Paris, France - 30 juin – 2 septembre : Fabien Castanier Gallery – FreeStyle – California, États-Unis - 19 juin – 5 août : Ancien Collège des Jésuites – Association Traffic – PostGraffiti – Reims, France - 16 juin – 31 juillet : Galerie Rabouan-Moussion – La Peau De L’ours – Paris, France - 24 mai – 24 juin : Galerie Le Feuvre – & Friends – Paris, France - 19 mai – 30 juin : Gallery Magda Danysz – Overlook – Shanghai, Chine - 12 mai – 24 juin : Fabien Castanier Gallery – French (Connection) Invasion – Californie, États-Unis - 11 mai – 30 juin : Fabien Hulin, Anthony Phuong et IM Art – In & Out… De l’art contemporain – Ivry-sur-Seine, France - 11 mai – 30 juin : Nicolas Laugeron Collection / Angers – Grand Théâtre d'Angers – Angers, France - 14 avril – 19 juin : Maison Folie – Association Traffic – PostGraffiti – Lille, France - 12 avril – 15 avril : New Square Gallery – Lille Art Fair – Lille, France - 29 mars – 1er avril : Galerie Rabouan-Moussion – Art Paris – Paris, France - 2011 : - Galerie Martine Ehmer – Out of the wall – Bruxelles, Belgique - Galerie Le Feuvre – One Wall one Painting – Paris, France - Galerie Helenbeck – Melange of Street Art Artists – Nice, France - Gallery Magda Danysz – Words and Dreams, Where technology meets dreams and vice versa – Shanghai, Chine - Centre Culturel Jean Cocteau – Urban Activity – Les Lilas, France - Galerie Le Feuvre – Chrome – Paris, France - 2010 : - Galerie Helenbeck – We’re all Graffitti Artist’s – Antibes, France - Brigitte Argième & Swatch Group – City Time – Off The Wall – Genève, Suisse - Galerie Martine Ehmer – Art you curious – Bruxelles, Belgique - Gallery Magda Danysz – C1TY Arts, Architecture and Music – Shanghai, Chine - Fondation Salomon / Collection de Claudine et Jean-Marc Salomon – Collection 3 – Annecy, France |